# Yūsuke Santamaria
Yūsuke Santamaria  (ユースケ・サンタマリア?), pseudonimo di Yūsuke Nakayama (中山 裕介?, Nakayama Yūsuke; Ōita, 12 marzo 1971), è un attore, conduttore televisivo e cantante giapponese.
Il suo nome d'arte è un omaggio al musicista Mongo Santamaría.
Ha iniziato la sua carriera come cantante della band Bingo Bongo, nel 1994. Il gruppo si sciolse nel 1997, e Santamaria divenne un noto conduttore televisivo ed attore, specializzato soprattutto in dorama.

## Filmografia
- Kazoku no Uta (Fuji TV, 2012)
- Kare, Otto, Otoko Tomodachi (NHK, 2011)
- Zettai Reido 2 (Fuji TV, 2011, ep9-11)
- CO Ishoku Coordinator (WOWOW, 2011)
- ADY~Saigo no Hanzai Profile~ (TBS, 2011)
- Kyumei Byoto 24 Ji 4 (Fuji TV, 2009)
- Mr. Brain (TBS, 2009, ep1)
- Tengoku de Kimi ni Aetara (TBS, 2009)
- Kurobe no Taiyo (Fuji TV, 2009)
- 20th Century Boys 2: The Last Hope (2009)
- Sensei wa Erai! (NTV, 2008)
- Binbō danshi (NTV, 2008)
- Ikiru (TV 	Asahi, 2007)
- Kisaragi (2007)
- Konshu Tsuma ga Uwaki Shimasu (Fuji 	TV, 2007)
- Ai to Shi wo Mitsumete (TV Asahi, 2006)
- Odoru Legend ~ The Fugitive, Kijima Jouichirou~ (Fuji TV, 2005)
- Yonimo Kimyona Monogatari Kentaiki tokkouyaku (Fuji TV, 2005)
- Tokyo Wonder Hotel (東京ワンダーホテル) (NTV, 2005)
- Home Drama (TBS, 2004)
- Kawa, Itsuka Umi e (2003)
- Anata no Tonari ni Dareka Iru (Fuji 	TV, 2003)
- Ore wa Iwashi (WOWOW, 	2003)
- Algernon ni Hanataba wo (Fuji TV, 2002)
- Kaidan Hyaku Monogatari (Fuji TV, 2002, ep3)
- Wedding Planner (Fuji TV, 2002)
- Ginza no Koi (NTV, 2002)
- Ai to Seishun no Takaraduka (Fuji 	TV, 2002)
- Number One (TBS, 2001)
- Sayonara, Ozu Sensei (Fuji TV, 2001)
- Dekichatta Kekkon (Fuji TV, 2001, ep1)
- Rocket Boy (Fuji TV, 2001)
- Yonimo Kimyona Monogatari Dantei otoko (Fuji TV, 2000)
- Hanamura Daisuke (Fuji TV, 2000)
- Omiai 	Kekkon (Fuji TV, 2000)
- Perfect Love (Fuji TV, 1999)
- Kizu 	Darake no Onna (1999)
- Nemureru Mori (Fuji TV, 1998)
- Don't 	Worry (Fuji TV, 1998)
- Wild 	de Iko (NTV, 1997)
- Odoru 	Daisousasen (Fuji TV, 1997)